# 蒂莫菲伊夫卡 (札波羅熱州)
46°43′29″N 35°18′14″E / 46.72472°N 35.30389°E
蒂莫菲伊夫卡（羅馬化：Tymofiivka）是位於烏克蘭南部扎波羅熱州梅利托波爾區亞基米夫卡市鎮的村莊。該村始建於1872年，面積0.36平方公里，海拔高度9米，2001年人口53，人口密度每平方公里149.3人。